# LSU-Atletas
BC LSU-Baltai (lituano: LSU-Baltai; español: Atletas de Kaunas) es un equipo de baloncesto con sede en la ciudad de Kaunas, Lituania, que participa en la liga LKL y en la BBL. Fue fundado en 1993. El jugador más destacado que ha jugado en este equipo es Žydrūnas Ilgauskas, actualmente en la NBA.

## Historia
Evolución del nombre:
- Atletas (1991-1998)
- Topo Centas - Atletas (1998-2004)
- Hidruva-Atletas (2004-2005)
- Atletas (2005-2007)
- Aisčiai-Atletas (2007-2008)
- Aisčiai (2008-2010)
- Kaunas (2010-2012)
- LSU-Baltai (2012-)

## Plantilla 2008-2009
- Pranas Skurdauskas
- Ernestas Ežerskis
- Paulius Beliavičius
- Donatas Motiejūnas
- Egidijus Dimša
- Paulius Kleiza
- Tautvydas Barštys
- Tomas Rinkevičius
- Darius Gvezdauskas
- Vygantas Metelica

## Jugadores destacados
- Žydrūnas Ilgauskas
- Rimas Kurtinaitis
- Saulius Štombergas
- Virginijus Praškevičius
- Tomas Pačėsas